# Encarnación
För andra betydelser, se Encarnación (olika betydelser).

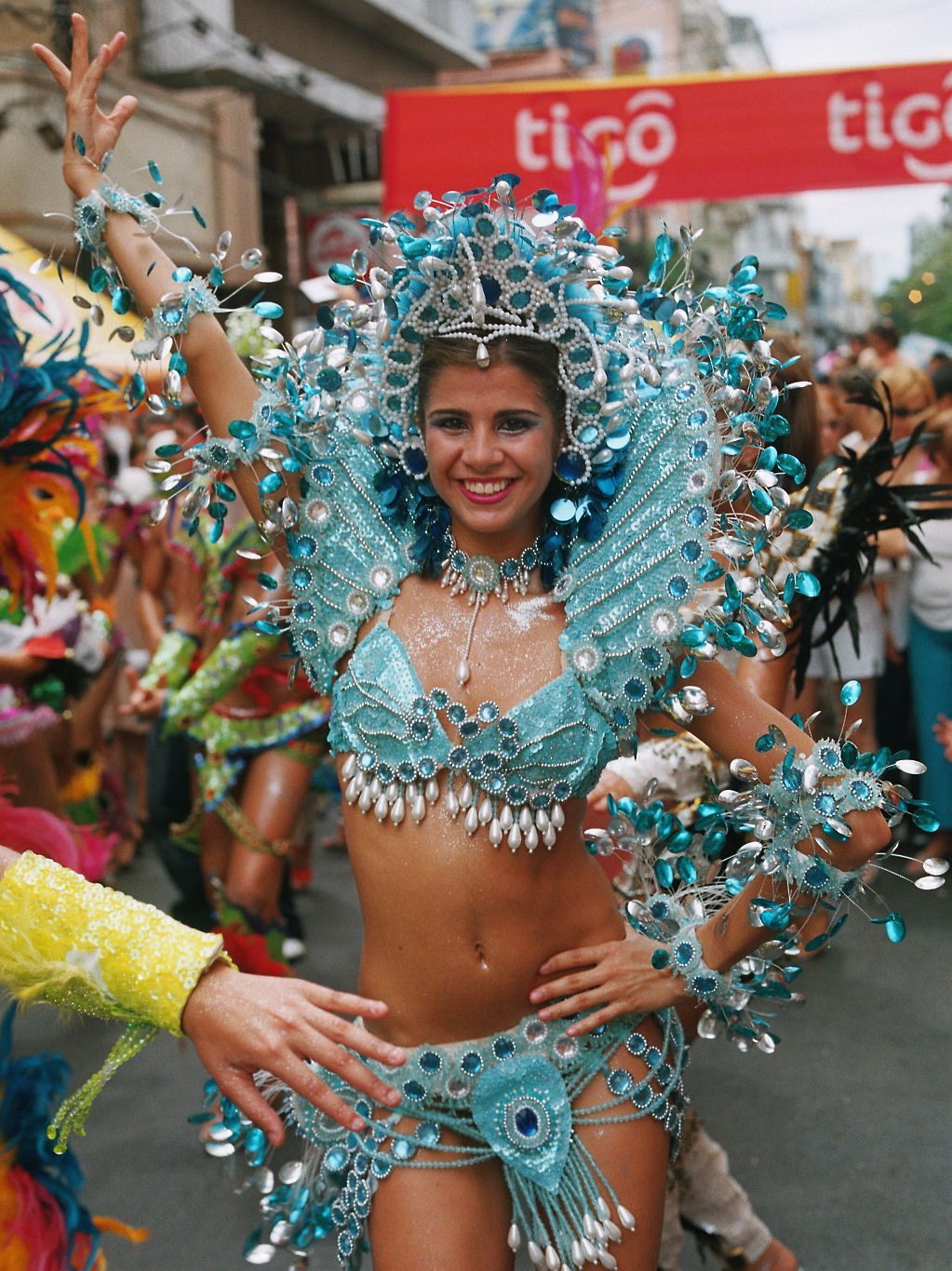
Karnevalen i Encarnación är Paraguays största karneval

Encarnación, eller Nuestra Señora de la Encarnación de Itapúa är en stad i sydöstra Paraguay på gränsen mot Argentina. Staden har en broförbindelse med den argentinska staden Posadas. Encarnacion är huvudort i departementet Itapúa och är känd för den stora karneval som hålls årligen under februari månad. 
Alfredo Stroessner, som var Paraguays diktator 1954-1989, är född och uppvuxen i staden.
På senare år har delar av stadens infrastruktur lidit omfattande skador på grund av översvämningar skapade av den närliggande Yacyretá-dammen.